# 臧商彝
臧商彝（1907年—1949年），原名臧廷连，化名尚一，山东招远人，中国共产党党员，民国时期报人、政治人物。

## 生平
1907年，臧商彝出生于今山东省烟台市招远市夏甸镇隋家村。1924年夏，考入招远县中学。1925年五卅惨案爆发，招远中学的学生们组织游行、演讲、募捐等活动声援上海，臧商彝是其中的活跃份子。1925年10月，与李厚生德等人创立“少年同志社”，吸收进步学生，积极开展革命活动。1927年初，臧商彝与李厚生等人到济南等地求学谋职并寻找中共组织。寻找未果后，臧李二人返回招远。1930年3月，臧商彝与王檐雨等人将招远道头第四小学改建为招远县立道头第五高级小学，王檐雨任校长，臧商彝等为骨干教师。
1933年7月上旬，中共莱阳中心县委委派党员王之凤到招远县立道头第五高级小学发展党员，臧商彝加入中国共产党，并任中共招远县特支组织委员。1934年2月后，曾任中共招远特支书记。1936年3月被捕，后在关押于济南，1936年底获释。1938年8月，在中共胶东特委党训班学习。1938年9月，到中共招远县委任宣传部长兼秘书。1939年1月，经中共胶东特委派，到国军张金铭部做地下工作。1940年7月，任《西海导报》编辑部部长、西海专署教育科副科长。1943年10月，任西海专署机关党支部委员。1946年4月，被调到胶东《大众报》社工作，先后任时事版副主编、编辑部副部长等职。
1949年4月20日，因患脑溢血，病逝于莱西县龙湾庄村。后来，胶东行署将其批准为革命烈士。